# Loučky (Liberec)
Loučky é uma comuna checa localizada na região de Liberec, distrito de Semily.